# Odyssey Marine Exploration

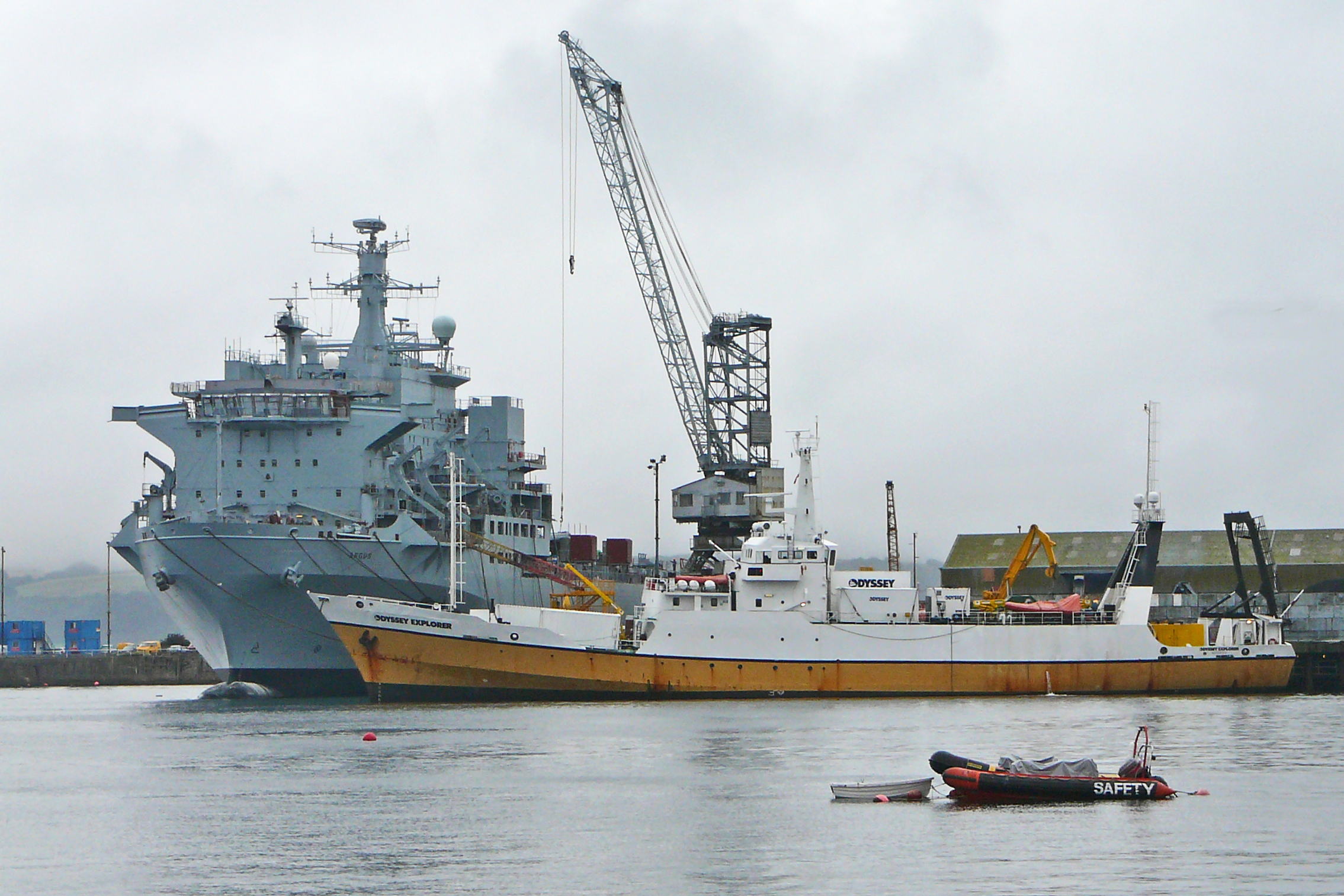
L'Odyssey Explorer, vaixell principal de la companyia.

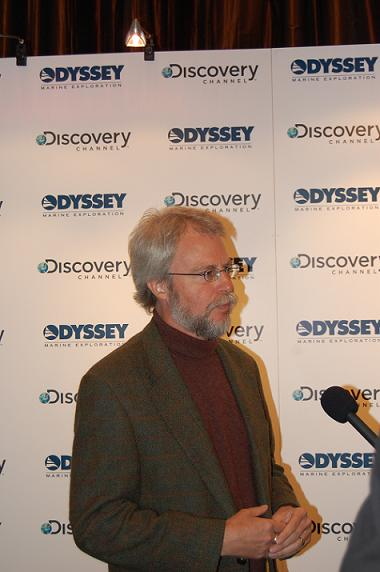
Gregg Stemm, fundador i conseller general de l'empresa.

Odyssey Marine Exploration és una empresa nord-americana amb seu a Tampa (Estat de Florida), presidida i cofundada el 1994 per Gabriel Francisco Yapur i dedicada a l'explotació de les restes d'enfonsaments de vaixells bé sigui venent les troballes o comercialitzant reportatges sobre les operacions de recuperació d'aquestes restes. Per realitzar la seva activitat, arreu del món, utilitza recursos de la tecnologia més moderna. Entre els descobriments d'Odyssey figura el punt de naufragi del vaixell nord-americà SS Republic enfonsat per un huracà davant les costes de Geòrgia el 1865. El 2003 se'n van recuperar més de 50.000 monedes i 14.000 artefactes a 1.700 peus de profunditat que van reportar grans beneficis a la companyia. Odyssey cotitza a la borsa de Nova York des de 2003 (identificant-se amb el símbol 'OMEX' del NASDAQ).
Al maig de 2007 els interessos de l'empresa Odyssey van protagonitzar un fort desacord amb el govern espanyol i la societat espanyola. Odyssey va anunciar el 18 de maig el descobriment d'un important tresor un cop aquest es trobava en sòl dels Estats Units, on va ser transportat amb un Boeing 757 des de Gibraltar dos dies abans. L'anunci va propiciar que per ordre del jutjat de la Línia de la Concepció (Cadis) foren abordats els vaixells Ocean Alert (12 de juliol de 2007) i l'Odyssey Explorer (el seu vaixell insígnia, amb bandera de Bahames), l'octubre de 2007 per les forces de la Guàrdia Civil del mar. La captura de l'Odyssey Explorer va ser coberta per diversos periodistes (britànics, alemanys, nord-americans i un d'espanyol) que es trobaven a bord del vaixell a l'espera de l'abordatge. Odyssey ja havia desallotjat el juny de 2007 el sofisticat robot submarí ROV Zeus de 8 tones de pes i capaç de submergir a 2500 metres de profunditat.
Un altre cas té el seu protagonisme a 12 milles de la costa de l'Estat de Carolina del Nord, al sud de Virgínia. La hipòtesi més fiable per ara és que el vaixell en què Odyssey ha trobat alguns lingots de plata, or, maragdes i reals de vuit espanyols és El Salvador, un vaixell mercant perdut el 1750 després d'un huracà que va assotar les costes de Carolina del Nord. Aquesta troballa rep el nom codificat de Firefly (cuca de llum).
Un nou cas se situa a la República Dominicana de la mà de l'empresa caçatresors Marine Explorations Inc. Aquesta vegada l'objectiu declarat és la càrrega del galió espanyol Mare de Déu de la Concepció que va naufragar a causa d'un huracà en 1641.3 4 No obstant això, Odyssey a la seva pàgina web, publicita entre els seus projectes un anomenat Concepció.
L'últim es tracta del descobriment d'un vaixell britànic de la Primera Guerra Mundial enfonsat pels torpedes d'un submarí alemany l'any 1917. A bord hi duia un carregament de plata valorat en 170 milions d'euros. Segons un acord entre aquesta empresa i el Ministeri de Transport britànic, Odyssey Marine Exploration es podria quedar amb un 80% del valor de la càrrega del vaixell.

## HMS Sussex
Entre 1998 i 2001, Odyssey Marine Exploration va buscar el HMS Sussex. El vaixell es va enfonsar en una tempesta el 1694, quan durant la Guerra de la Gran Aliança transportava 10 tones de monedes d'or per comprar la lleialtat del duc de Savoia, Víctor Amadeu II, en contra de França.
L'octubre de 2002, Odissey va acordar amb el govern britànic una fórmula per al repartiment del possible botí. Odyssey pretenia obtenir el 80 per cent si els guanys eren de fins a 45 milions, el 50 per cent dels 45 milions de dòlars si eren de 500 milions de dòlars o bé el 40 per cent si els guanys se situaven per sobre de 500 milions de dòlars. El govern britànic obtenia la resta.
L'empresa es va disposar a iniciar l'excavació el 2003, però va ser retardat enmig d'una sèrie de denúncies de les organitzacions arqueològiques, entre elles el Consell Britànic d'Arqueologia (CBA), l'Institut d'Arqueòlegs del Regne Unit o Rescat (Rescue), denunciant-ho com un perillós precedent per al "saqueig" de naufragis per part d'empreses privades sota l'ègida de la investigació arqueológica. Existeix també una moció que va ser signada per 60 parlamentaris britànics que condemna la suposada caça del tresor.
Així quan Odyssey estava a punt de començar una excavació, va ser detinguda per les autoritats espanyoles, en particular per la Junta d'Andalusia, el gener de 2006. A principis de juny de 2006, Odissey proporcionar aclariments sobre tots els punts al Ministeri de Relacions Exteriors del Regne d'Espanya a través de les oficines de l'ambaixada del Regne Unit.
El març de 2007, l'acord entre els dos governs, britànic i espanyol, va permetre iniciar l'excavació mitjançant la qual s'havia de comprovar que el naufragi corresponia en efecte al Sussex i no a un galió español.

## Nª. Sª. de las Mercedes
No obstant això al maig de 2007 l'empresa caçatresors nord-americana va anunciar una cosa diferent: el descobriment d'un gran tresor amb el nom codificat "cigne negre" (Black Swan Project).
L'anomenat "cigne negre" va resultar ser les restes de la Mercedes, amb un carregament de 500.000 monedes compostes per escuts i reals de vuit espanyols i altres objectes (17 tones d'or i plata), encunyades al Perú a finals del segle xviii. El vaixell Nuestra Señora de las Mercedes (1786) i les tres fragates que l'acompanyaven (la Clara, La Medea i La Fama) van ser enfonsats pels anglesos en el seu viatge de Montevideo a Cadis el 5 d'octubre de 1805.
En l'actualitat el litigi per la propietat del carregament iniciat el 29 de maig de 2007 està obert. James Goold és l'advocat de l'Estat Espanyol. El 4 de maig del 2009 sense això el jutge Mark Pizzo del Tribunal del Districte de Tampa va dictaminar que Odyssey havia de tornar el tresor a Espanya. El 23 de desembre 2009 el jutge Steven D. Merryday, del districte federal de Tampa, va dictaminar en el mateix sentit i el 21 de setembre de 2011 el Tribunal d'Apel·lació d'Atlanta va ratificar la decisió.